# Il miracolo delle campane
Il miracolo delle campane (The Miracle of the Bells) è un film del 1948 diretto da Irving Pichel. Il soggetto è tratto da un romanzo di Russell Janney, adattato per lo schermo da Ben Hecht e Quentin Reynolds.
È il primo film non musicale di Frank Sinatra (allora solo trentatreenne), che interpreta un ex corista ora prete di provincia. Durante le riprese, una donna si inginocchiò perfino per baciargli l'anello, pensando si trattasse di un vero prete.
In un piccolo ruolo, appare Dorothy Sebastian, qui al suo ultimo film.

## Trama
Un agente pubblicitario giunge in un paese di provincia per occuparsi del funerale di una ragazza a lui cara, prematuramente scomparsa. Qui trova molta indifferenza, ma  incontra anche un prete giovane ed onesto a cui racconta la commovente storia di questa ragazza, Olga Treskovna, che appena divenuta attrice, prima di morire, aveva recitato con tutta se stessa la parte di Giovanna d'Arco.

## Produzione
Il film fu prodotto dalla Jesse L. Lasky Productions.

## Distribuzione
Distribuito dalla RKO Radio Pictures, il film venne presentato in prima a New York il 16 marzo; uscì nelle sale cinematografiche USA il 27 marzo 1948 con il titolo originale The Miracle of the Bells. Venne distribuito in tutto il mondo: in Finlandia, rinominato Kellojen ihme, uscì il 24 novembre 1950; in Svezia, Mirakelklockorna, il 12 febbraio 1951; in Danimarca, Klokkerne ringer for dig, il 26 novembre 1956.